# Causa ferreñafana
La causa ferreñafana es un plato tradicional de la provincia de Ferreñafe, en Perú, que consiste en un puré de papas condimentado con ají amarillo y limón, denominado causa, y un escabeche de pescado seco salado cocido que se acompaña con lechuga, camote, choclo, huevo, aceitunas negras y plátanos sancochados. Debido a que su principal proteína es el pescado, es muy consumido durante las celebraciones de Semana Santa.
En 2006 la causa ferreñafana fue declarada «Patrimonio cultural de la provincia de Ferreñafe» por el Instituto Nacional de Cultura de Lambayeque. En 2018 fue declarada «plato bandera» de la provincia por el Consejo Regional de Lambayeque, a través del acuerdo regional N° 020-2018.
Cada año, por Fiestas Patrias, se celebra en Ferreñafe el Festicausa, un festival y concurso gastronómico con la causa ferreñafana como plato principal.